# Distribució de probabilitat

Una funció de distribució normal, coneguda pel nom de «campana de Gauss» en honor de Carl Friedrich Gauss (1777–1855).

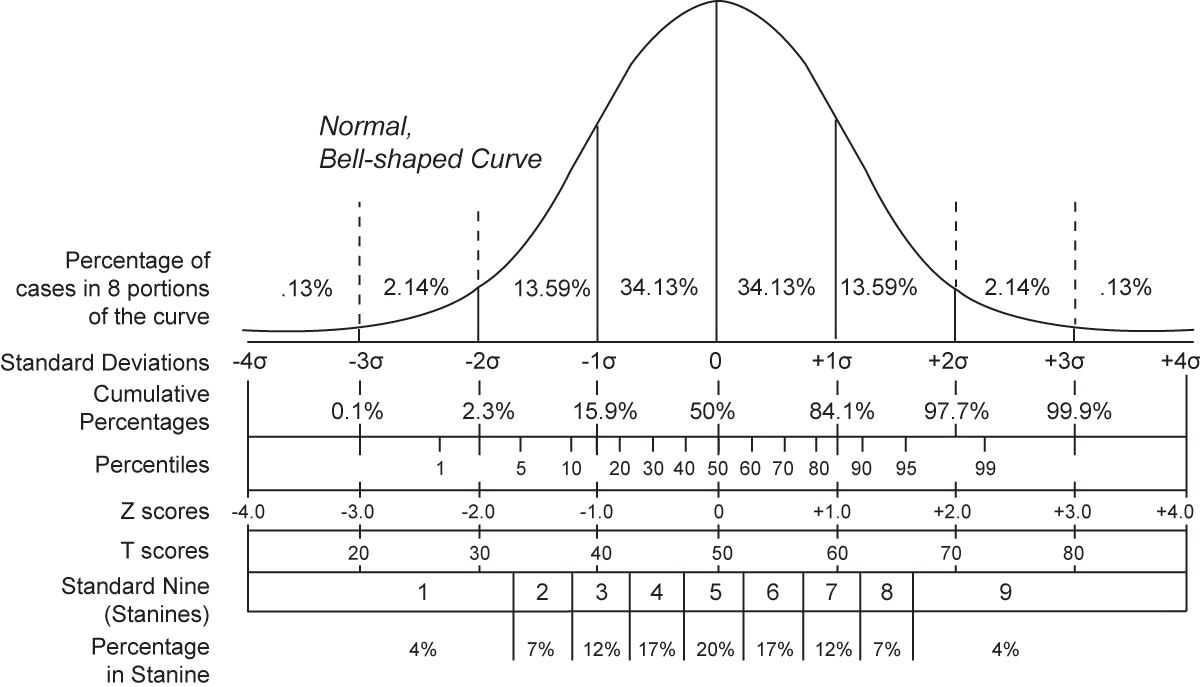
Percentatges de probabilitat a la distribució normal.

En probabilitats i estadística les expressions distribució de probabilitat o llei de probabilitat tenen diversos sentits: per a nombrosos autors, són sinònimes de Probabilitat, però molts altres autors les reserven per a les probabilitats a {\displaystyle \mathbb {R} ^{n}}, {\displaystyle n\geq 1}. Però hi ha unanimitat en els termes llei o distribució d'una variable aleatòria o vector aleatori per referir-se a la probabilitat sobre {\displaystyle \mathbb {R} ^{n}} induïda per la variable aleatòria o vector aleatori. Atès que hi ha una correspondència bijectiva entre les probabilitats sobre {\displaystyle \mathbb {R} ^{n}}i les funcions de distribució, es pot donar la distribució d'una variable aleatòria o vector mitjançant la seva funció de distribució; si bé això és interessant des del punt dels resultats generals, per a distribucions de variables o vectors concrets (normals, binomials, etc) les funcions de distribució són sovint feixugues d'utilitzar, i llavors és molt habitual fer servir la funció de densitat (cas absolutament continu), la funció de probabilitat (cas discret), la funció característica o alguna altra transformació que determini unívocament la distribució.

## Definició 1
Molts autors utilitzen distribució de probabilitat o llei de probabilitat per designar una probabilitat o mesura de probabilitat en un espai mesurable general {\displaystyle (\Omega ,{\mathcal {A}})}, on {\displaystyle \Omega } és un conjunt arbitrari i {\displaystyle {\mathcal {A}}} és una família de subconjunts d'{\displaystyle \Omega } que té estructura de {\displaystyle \sigma }-àlgebra:
1. {\displaystyle \Omega \in {\mathcal {A}}}.
2. Si {\displaystyle A\in {\mathcal {A}}}, llavors, {\displaystyle A^{c}\in {\mathcal {A}}}, on {\displaystyle A^{c}} designa el complementari del conjunt {\displaystyle A}.
3. Si tenim una col·lecció numerable d'esdeveniments, {\displaystyle \{A_{n},\,n\geq 1\}\subset {\mathcal {A}}}, aleshores {\displaystyle \bigcup _{n=1}^{\infty }A_{n}\in {\mathcal {A}}}.

En aquest context, una distribució de probabilitat o llei de probabilitat és una aplicació {\displaystyle P:{\mathcal {A}}\to [0,1]} que compleix 
1. {\displaystyle P(\Omega )=1}.
2. Per a qualsevol família numerable d'esdeveniments,{\displaystyle \{A_{n},\,n\geq 1\}\subset {\mathcal {A}}}, disjunts dos a dos: si {\displaystyle i\neq j,\ A_{i}\cap A_{j}=\emptyset }, tenim{\displaystyle P{\Big (}\bigcup _{n=1}^{\infty }A_{n}{\Big )}=\sum _{n=1}^{\infty }P(A_{n}).}

| Per a molts autors, una distribució de probabilitat o llei de probabilitat és una probabilitat en un espai mesurable general {\displaystyle (\Omega ,{\mathcal {A}})}. |

## Definició 2
Per a d'altres autors, distribució de probabilitat o llei de probabilitat es reserva per a probabilitats sobre els nombres reals {\displaystyle \mathbb {R} } o sobre {\displaystyle \mathbb {R} ^{n}}.
| Per a d'altres autors, una distribució de probabilitat o llei de probabilitat és una probabilitat sobre l'espai mesurable {\displaystyle {\big (}\mathbb {R} ^{n},{\mathcal {B}}(\mathbb {R^{n}} ){\big )}} on {\displaystyle {\mathcal {B}}(\mathbb {R} ^{n})} és la {\displaystyle \sigma }-àlgebra de Borel sobre {\displaystyle \mathbb {R} ^{n}}, {\displaystyle n\geq 1}. |

### Exemples
1. Una distribució de probabilitat normal estàndard ve donada per {\displaystyle p(A)={\frac {1}{\sqrt {2\pi }}}\int _{A}e^{-x^{2}/2}\,dx,\quad \forall A\in {\mathcal {B}}(\mathbb {R} ).}En particular, per a {\displaystyle -\infty \leq a\leq b\leq \infty ,} l'interval {\displaystyle [a,b]} té probabilitat
{\displaystyle p{\big (}[a,b]{\big )}={\frac {1}{\sqrt {2\pi }}}\int _{a}^{b}e^{-x^{2}/2}\,dx.}2. Una distribució de probabilitat binomial de paràmetres {\displaystyle n=4} i {\displaystyle p=0,2} és la probabilitat determinada per: {\displaystyle p(\{0\})={\binom {4}{0}}0,2^{0}\,0,8^{4}=0,4096,\ p(\{1\})={\binom {4}{1}}0,2\,0,8^{3}=0,4096,\ p(\{2\})={\binom {4}{2}}0,2^{2}\,0,8^{2}=0,1536,\ p(\{3\})={\binom {4}{3}}0,2^{3}\,0,8^{1}=0,0256,\ p(\{4\})={\binom {4}{4}}0,2^{4}\,0,8^{0}=0,016,}i {\displaystyle p(\{x\})=0,} si {\displaystyle x\notin \{0,1,\dots ,4\}}. Aleshores, per a qualsevol {\displaystyle A\in {\mathcal {B}}(\mathbb {R} )}, {\displaystyle p(A)=\sum _{i=0,1,\dots ,4:\ i\in A}p(\{i\}).}
Observació sobre la terminologia: Habitualment, quan es parla de distribucions conegudes amb un nom específic, com en els exemples anteriors, en lloc de dir distribució de probabilitat normal o distribució de probabilitat binomial només es diu distribució normal o distribució binomial.

## Distribucions singulars. Parts discreta i contínua d'una distribució de probabilitat aRn
Recordem la nomenclatura estàndard de les mesures sobre {\displaystyle (\mathbb {R} ^{n},{\mathcal {B}}(\mathbb {R} ^{n}))}: una mesura {\displaystyle \mu } es diu que és 
- discreta si existeix un conjunt finit o numerable {\displaystyle C\subset \mathbb {R} ^{n}} tal que {\displaystyle \mu (C^{c})=0}, on {\displaystyle C^{c}=\mathbb {R} ^{n}\setminus C} és el complementari del conjunt {\displaystyle C}.
- contínua si {\displaystyle \mu \{x\}=0} per a qualsevol {\displaystyle x\in \mathbb {R} ^{n}}.
- singular (respecte la mesura de Lebesgue) si existeix un conjunt {\displaystyle C\in {\mathcal {B}}(\mathbb {R} ^{n})} tal que {\displaystyle \mu (C^{c})=0} i {\displaystyle \lambda _{n}(C)=0} on {\displaystyle \lambda _{n}} és la mesura de Lebesgue a {\displaystyle \mathbb {R} ^{n}}.
- absolutament contínua (respecte la mesura de Lebesgue) si per qualsevol conjunt {\displaystyle B\in {\mathcal {B}}(\mathbb {R} ^{n})} tal que {\displaystyle \lambda _{n}(B)=0}, tenim que {\displaystyle \mu (B)=0}.

Quan {\displaystyle \mu } és discreta (respectivament absolutament contínua) també es diu que és purament discreta (resp. purament absolutament contínua). Cal notar que les definicions de continuïtat i singularitat no són incompatibles, sinó que hi ha mesures alhora contínues i singulars; la distribució de Cantor n'és un exemple. Una mesura contínua i singular es diu que és purament contínua singular.

Descomposició de mesures. Existeixen tres mesures, {\displaystyle \mu _{d}} discreta, {\displaystyle \mu _{cs}} contínua singular i {\displaystyle \mu _{ac}} absolutament contínua, tals que{\displaystyle \mu =\mu _{d}+\mu _{cs}+\mu _{ac}.}Aquestes mesures són úniques.
La mesura {\displaystyle \mu _{d}} (respectivament {\displaystyle \mu _{cs}} i {\displaystyle \mu _{ac}}) s'anomenen la part discreta (resp. part contínua singular i part absolutament contínua) de {\displaystyle \mu }. La mesura {\displaystyle \mu _{cs}+\mu _{ac}} s'anomena la part contínua de {\displaystyle \mu } . Òbviament, aquestes mesures poden ser nul·les: per exemple, si {\displaystyle \mu } és discreta, aleshores {\displaystyle \mu =\mu _{d}} i {\displaystyle \mu _{cs}=\mu _{ac}=0} .

Finalment, d'acord amb el Teorema de Radon-Nikodym, si {\displaystyle \mu } és {\displaystyle \sigma }-finita (en particular, si és finita), aleshores existeix una funció {\displaystyle f:\mathbb {R} ^{n}\to [0,\infty )} mesurable tal que {\displaystyle \mu _{ac}(A)=\int _{A}f\,d\lambda _{n},\qquad \forall A\in {\mathcal {B}}(\mathbb {R} ^{n}).}La funció {\displaystyle f} s'anomena la funció de densitat de {\displaystyle \mu _{ac}}.

Adaptació a les distribucions de probabilitat. Totes aquestes definicions i propietats s'adapten directament al cas de les distribucions de probabilitat a {\displaystyle \mathbb {R} ^{n}}. Així, per exemple, es diu que una distribució de probabilitat {\displaystyle p} sobre {\displaystyle \mathbb {R} ^{n}} és una distribució discreta si existeix un conjunt finit o numerable {\displaystyle C\subset \mathbb {R} ^{n}} tal que {\displaystyle p(C)=1}. O que és una distribució singular (respecte la mesura de Lebesgue) si existeix un conjunt {\displaystyle C\in {\mathcal {B}}(\mathbb {R} ^{n})} tal que {\displaystyle p(C)=1} i {\displaystyle \lambda _{n}(C)=0}.

## Funcions de distribució unidimensionals
Sigui {\displaystyle p} una probabilitat sobre {\displaystyle \mathbb {R} }. La seva funció de distribució és la funció {\displaystyle F:\mathbb {R} \to [0,1]} definida per:
{\displaystyle F(x)=p{\big (}(-\infty ,x]{\big )}.}
Té les següents propietats:
(a) {\displaystyle F} és una funció monòtona no decreixent (també es diu que és creixent): si {\displaystyle x<y} aleshores {\displaystyle F(x)\leq F(y)}.
(b) {\displaystyle F} és contínua per la dreta en tot punt, és a dir, per a qualsevol {\displaystyle x\in \mathbb {R} ,F(x)=F(x^{+})=\lim _{y\downarrow x}F(y)}.
(c){\displaystyle \lim _{x\to -\infty }F(x)=0\quad {\text{i}}\quad \lim _{x\to +\infty }F(x)=1.}
Per posterior us, és convenient observar que, si {\displaystyle a\leq b}, atès que {\displaystyle (-\infty ,b]=(-\infty ,a]\cup (a,b],\quad {\text{i}}\quad (-\infty ,a]\cap (a,b]=\emptyset ,}
tenim que {\displaystyle F(b)-F(a)=p{\big (}(a,b]{\big )}.}
Aquestes tres propietats donen lloc a una nova definició: una funció {\displaystyle G:\mathbb {R} \longrightarrow [0,1]} que compleixi (a), (b) i (c) es diu que és una funció de distribució.
Donada una funció de distribució {\displaystyle G} podem construir una distribució de probabilitat {\displaystyle q} a {\displaystyle {\mathcal {B}}(\mathbb {R} )} definint-la primer sobre els intervals de la forma {\displaystyle (a,b]}: 
{\displaystyle q{\big (}(a,b]{\big )}=G(b)-G(a),\ a<b,}
i estenent-la a tot {\displaystyle {\mathcal {B}}(\mathbb {R} )} per les tècniques habituals de Teoria de la mesura (Teorema de Cararthéodory, etc.). Tenim
| Equivalència entre distribucions de probabilitat a {\displaystyle \mathbb {R} } i funcions de distribució. Hi ha una correspondència bijectiva entre les distribucions de probabilitat a {\displaystyle \mathbb {R} } i les funcions de distribució. |

### Exemples
1. Distribució normal estàndard: La funció de distribució és {\displaystyle F(t)={\frac {1}{\sqrt {2\pi }}}\int _{-\infty }^{t}e^{-x^{2}/2}\,dx.}És important assenyalar que aquesta integral no es pot expressar en termes de funcions elementals: polinomis,funcions racionals, funcions trigonomètriques, exponencials o logarítmiques.
2. Distribució de probabilitat binomial de paràmetres {\displaystyle n=4} i {\displaystyle p=0,2}: la funció de distribució és una funció esglaonada:
{\displaystyle F(t)=\sum _{i=0,1,\dots ,4:\,i\leq t}p(\{i\}).}

### Funcions de densitat, funcions de probabilitat, etc
Com hem vist als exemples, la manera més habitual de donar una probabilitat a {\displaystyle \mathbb {R} } és mitjançant una funció de densitat (cas absolutament continu) o una funció de probabilitat (cas discret). També utilitzar la funció característica o una altra transformació similar.

## Distribució o llei d'una variable aleatòria
Sigui {\displaystyle (\Omega ,{\mathcal {A}},P)} un espai de probabilitat i {\displaystyle X:\Omega \to \mathbb {R} } una variable aleatòria. La distribució de probabilitat de {\displaystyle X}, o senzillament, distribució de {\displaystyle X}, o llei de {\displaystyle X} és la probabilitat a {\displaystyle \mathbb {R} } definida per {\displaystyle p(A)=P\{X\in A\},\ \ \ A\in {\mathcal {B}}(\mathbb {R} ).}La funció de distribució {\displaystyle F} de {\displaystyle p} s'anomena la funció de distribució de {\displaystyle X}, i ve donada per {\displaystyle F(x)=p{\big (}(-\infty ,x]{\big )}=P{\big (}\{X\in (-\infty ,x]\}{\big )}=P(X\leq x).}
| Funció de distribució d'una variable aleatòria. Donada una variable aleatòria {\displaystyle X}, la seva funció de distribució és la funció {\displaystyle F:\mathbb {R} \to [0,1]} definida per {\displaystyle F(x)=P(\{X\leq x\}),\ x\in \mathbb {R} .} |

Ens podem preguntar si, donada una distribució concreta (per exemple, normal, o binomial), la frase <<Sigui {\displaystyle X} una variable aleatòria amb funció de distribució {\displaystyle F}>> sempre és correcta, és a dir, si sempre existeix una variable aleatòria amb la distribució demanada. La resposta és afirmativa:
| Donada una funció de distribució {\displaystyle F}, existeix un espai de probabilitat {\displaystyle (\Omega ,{\mathcal {A}},P)} i una variable aleatòria {\displaystyle X} tal que la seva funció de distribució és {\displaystyle F}. |

### Igualtat en distribució de variables aleatòries
Considerem dues variables aleatòries {\displaystyle X} i {\displaystyle Y}, que poden estar definides en espais de probabilitat diferents, i designem per {\displaystyle p_{X}} i {\displaystyle p_{X}} les seves distribucions. Es diu que {\displaystyle X} i {\displaystyle Y} son iguals en distribució o en llei si {\displaystyle p_{X}=p_{Y}}. En aquest cas, s'escriu {\displaystyle X\ {\overset {\mathcal {D}}{=}}\ Y\ {\text{o}}\ X\ {\overset {\mathcal {L}}{=}}\,Y.} Evidentment, si {\displaystyle F_{X}} i {\displaystyle F_{Y}} són les funcions de distribució corresponents, aquesta propietat és equivalent a {\displaystyle F_{X}=F_{Y}} .

#### Exemples
1. Juguem amb un dau perfecte i {\displaystyle \Omega _{1}=\{1,2,3,4,5,6\}}considerem la variable {\displaystyle X} que val 1 si surt parell i 0 si surt senar .Tirem una moneda perfecta i sigui {\displaystyle \Omega _{2}=\{{\text{cara, creu}}\}} i {\displaystyle Y} la variable que pren el valor 1 si surt cara i 0 si surt creu. Ambdues variables estan definides en espais de probabilitat diferents però són iguals en llei.
2. Dues variables poden estar definides en el mateix espai de probabilitat i ser iguals en llei, però ser distintes com aplicacions. Per exemple, tirem dos daus i {\displaystyle X} representa el resultat del primer dau i {\displaystyle Y} el del segon, aleshores ambdues variables són iguals en llei, però si surt 1 al primer dau i 2 al segon dau, {\displaystyle X(1,2)=1\ {\text{mentre que}}\ Y(1,2)=2.}

### Igualtat quasi segura de variables aleatòries
Es diu que dues variables aleatòries {\displaystyle X\ {\text{i}}\ Y} (definides en el mateix espai de probabilitat) són iguals quasi segurament o iguals amb probabilitat 1 si {\displaystyle P(X=Y)=1}. S'escriu
{\displaystyle X=Y,\quad {\text{q.s.}}}
Si dues variables són iguals quasi segurament, aleshores són iguals en llei. El recíproc no és cert, tal com mostra l'exemple 2 de l'apartat anterior.

### Convergència en llei o distribució de variables aleatòries
Considerem una successió de variables aleatòries {\displaystyle X_{1},X_{2},\dots } i sigui {\displaystyle X} una altra variable aleatòria, amb funcions de distribució {\displaystyle F_{1},F_{2},\dots } i {\displaystyle F} respectivament. Es diu que la successió convergeix en distribució o llei a {\displaystyle X} si {\displaystyle \lim _{n\to \infty }F_{n}(t)=F(t),\quad {\text{en tot punt}}\ t\ {\text{on}}\ F\ {\text{és contínua}}.}
Un cas especialment important de convergència en llei és el Teorema central del límit.

## Extensió aRn
Considerem una probabilitat {\displaystyle p} a {\displaystyle {\big (}\mathbb {R} ^{n},{\mathcal {B}}(\mathbb {R} ^{n}){\big )}}. La seva funció de distribució és la funció {\displaystyle F:\mathbb {R} ^{n}\to [0,1]} definida per
{\displaystyle F(x_{1},\dots ,x_{n})=p{\big (}(-\infty ,x_{1}]\times \cdots \times (-\infty ,x_{n}]{\big )}.}
Per estudiar les seves propietats necessitem les següents notacions: Escriurem els elements de {\displaystyle \mathbb {R} ^{n}} en negretes; donats {\displaystyle {\boldsymbol {a}}=(a_{1},\dots ,a_{n})} i {\displaystyle {\boldsymbol {b}}=(b_{1},\dots ,b_{n})} direm que {\displaystyle {\boldsymbol {a}}<{\boldsymbol {b}}}, si {\displaystyle a_{i}<b_{i},\ i=1,\dots ,n.} Per {\displaystyle {\boldsymbol {a}}<{\boldsymbol {b}}}, 

Figura 1. Descomposició d'un interval bidimensional

 definim {\displaystyle \Delta _{{\boldsymbol {a}},{\boldsymbol {b}}}F=\sum _{(\varepsilon _{1},\dots ,\varepsilon _{n})\in \{0,1\}^{n}}(-1)^{\varepsilon _{1}+\cdots +\varepsilon _{n}}\,F{\big (}b_{1}+\varepsilon _{1}(b_{1}-a_{1}),\dots ,b_{n}+\varepsilon _{n}(b_{n}-a_{n}){\big )}.}Per exemple, si {\displaystyle n=1}, {\displaystyle a,b\in \mathbb {R} ,\ a<b}, {\displaystyle \Delta _{a,b}F=F(b)-F(a)=p{\big (}(a,b]{\big )}.}
Per {\displaystyle n=2}, amb {\displaystyle {\boldsymbol {a}}=(a_{1},a_{2})}, {\displaystyle {\boldsymbol {b}}=(b_{1},b_{2})}, amb {\displaystyle {\boldsymbol {a}}<{\boldsymbol {b}}},
{\displaystyle \Delta _{{\boldsymbol {a}},{\boldsymbol {b}}}F=F(b_{1},b_{2})-F(b_{1},a_{2})-F(a_{1},b_{2})+F(a_{1},a_{2})=p{\big (}(a_{1},b_{1}]\times (a_{2},b_{2}]{\big )}.\qquad (*)} Vegeu la Figura 1.
 Retornant al cas general, tenim {\displaystyle \Delta _{{\boldsymbol {a}},{\boldsymbol {b}}}F=p{\big (}({\boldsymbol {a}},{\boldsymbol {b}}]{\big )},}on {\displaystyle ({\boldsymbol {a}},{\boldsymbol {b}}]=(a_{1},b_{1}]\times \cdots \times (a_{n},b_{n}].}
Propietats de la funció de distribució n-dimensional
La funció {\displaystyle F} té les següents propietats:
(a) Per a qualsevol parell {\displaystyle {\boldsymbol {x}},{\boldsymbol {y}}\in \mathbb {R} ^{n},\ {\boldsymbol {x}}<{\boldsymbol {y}},} tenim que {\displaystyle \Delta _{{\boldsymbol {x}},{\boldsymbol {y}}}F\geq 0.}
(b) És contínua per la dreta: per qualsevol {\displaystyle (x_{1},\dots ,x_{n})\in \mathbb {R} ^{n},} {\displaystyle \lim _{y_{1}\downarrow x_{1},\dots ,y_{n}\downarrow x_{n}}F(y_{1},\dots ,y_{n})=F(x_{1},\dots ,x_{n}).}
(c) {\displaystyle \lim _{x_{1}\to \infty ,\dots ,x_{n}\to \infty }F(x_{1},\dots ,x_{n})=1}i
{\displaystyle \lim _{x_{i}\to -\infty }F(x_{1},\dots ,x_{n})=0,\ i=1,\dots ,n.}
Com en el cas unidimensional, aquestes propietats donen lloc a una nova definició: Una funció {\displaystyle G:\mathbb {R} ^{n}\to [0,1]} que compleixi (a), (b) i (c) es diu que és una funció de distribució {\displaystyle n}-dimensional. A partir d'una d'aquestes funcions pot definir-se una probabilitat a {\displaystyle {\big (}\mathbb {R} ^{n},{\mathcal {B}}(\mathbb {R} ^{n}){\big )}} mitjançant {\displaystyle q{\big (}{\boldsymbol {a}},{\boldsymbol {b}}]{\big )}=\Delta _{{\boldsymbol {a}},{\boldsymbol {b}}}G,\ \quad {\boldsymbol {a}}<{\boldsymbol {b}}.}Llavors tenim una correspondència bijectiva entre les probabilitats a {\displaystyle {\big (}\mathbb {R} ^{n},{\mathcal {B}}(\mathbb {R} ^{n}){\big )}} i les funcions de distribució {\displaystyle n}-dimensionals.

## Distribució o llei d'un vector aleatori
S'anomena distribució o llei d'un vector aleatori {\displaystyle {\boldsymbol {X}}=(X_{1},\dots ,X_{n})} a la probabilitat sobre {\displaystyle \mathbb {R} ^{n}} induïda per ell :
{\displaystyle p(A)=P\{{\boldsymbol {X}}\in A\},\ \ \ A\in {\mathcal {B}}(\mathbb {R} ^{n}).}La funció de distribució de {\displaystyle {\boldsymbol {X}}} és la funció {\displaystyle F:\mathbb {R} ^{n}\to [0,1]} definida per {\displaystyle F(x_{1},\dots ,x_{n})=P(X_{1}\leq x_{1},\dots ,\leq X_{n}\leq x_{n}),}
on, com és habitual amb els vectors aleatoris, les comes s'interpreten com interseccions: {\displaystyle P(X_{1}\leq x_{1},\dots ,\leq X_{n}\leq x_{n})=P{\big (}\{X_{1}\leq x_{2}\}\cap \cdots \cap \{X_{n}\leq x_{n}\}{\big )}.}Les definicions de igualtat en distribució i igualtat quasi segura de vectors aleatoris són iguals a les de variables aleatòries.
També tenim que donada una funció de distribució {\displaystyle n}-dimensional {\displaystyle F}, existeix un espai de probabilitat i un vector aleatori {\displaystyle {\boldsymbol {X}}=(X_{1},\dots ,X_{n})} tal que la seva funció de distribució és {\displaystyle F}.